# Joan t'Serclaes de Tilly
|  | Per a altres significats, vegeu «Tilly». |

Joan t'Serclaes de Tilly (Tilly (Villers-la-Ville, Brabant) febrer de 1559 – mort a Ingolstadt (Baviera), 30 d'abril de 1632) era un general i mercenari de la Lliga catòlica.
Va néixer al castell de Tilly, al ducat de Brabant als Països Baixos espanyols, actualment un nucli del municipi de Villers-la-Ville al Brabant Való a Bèlgica. Va estudiar al col·legi dels jesuïtes a Colònia. La seva carrera militar començà al servei de l'exèrcit de l'Imperi Espanyol, amb el qual va participar sota el comandament d'Alexandre Farnese al Setge d'Anvers el 1585. Després va canviar de camp i servir a l'exèrcit austríac.
El seu major fet d'armes va ser la seva victòria a la batalla de la Muntanya Blanca (Bila Hora) prop de Praga el 1620. El 1622 va conquerir Heidelberg. Va protegir la famosa Biblioteca Palatina contra el pillatge dels seus soldats, només per a poder enviar tots els llibres cap a Roma al papa Gregori XV, en esperar de despullar així el protestantisme del seu èquip intel·lectual vital. La majoria dels llibres robats es troben fins avui a la Biblioteca Vaticana. Després de la victòria a la batalla de Lutter de 1626, amb Albert de Wallenstein, el 1627 va fer estralls a Holstein i saquejar Boizenburg i els pobles com Neuendorf a l'entorn de Glückstadt, aleshores una possessió danesa.

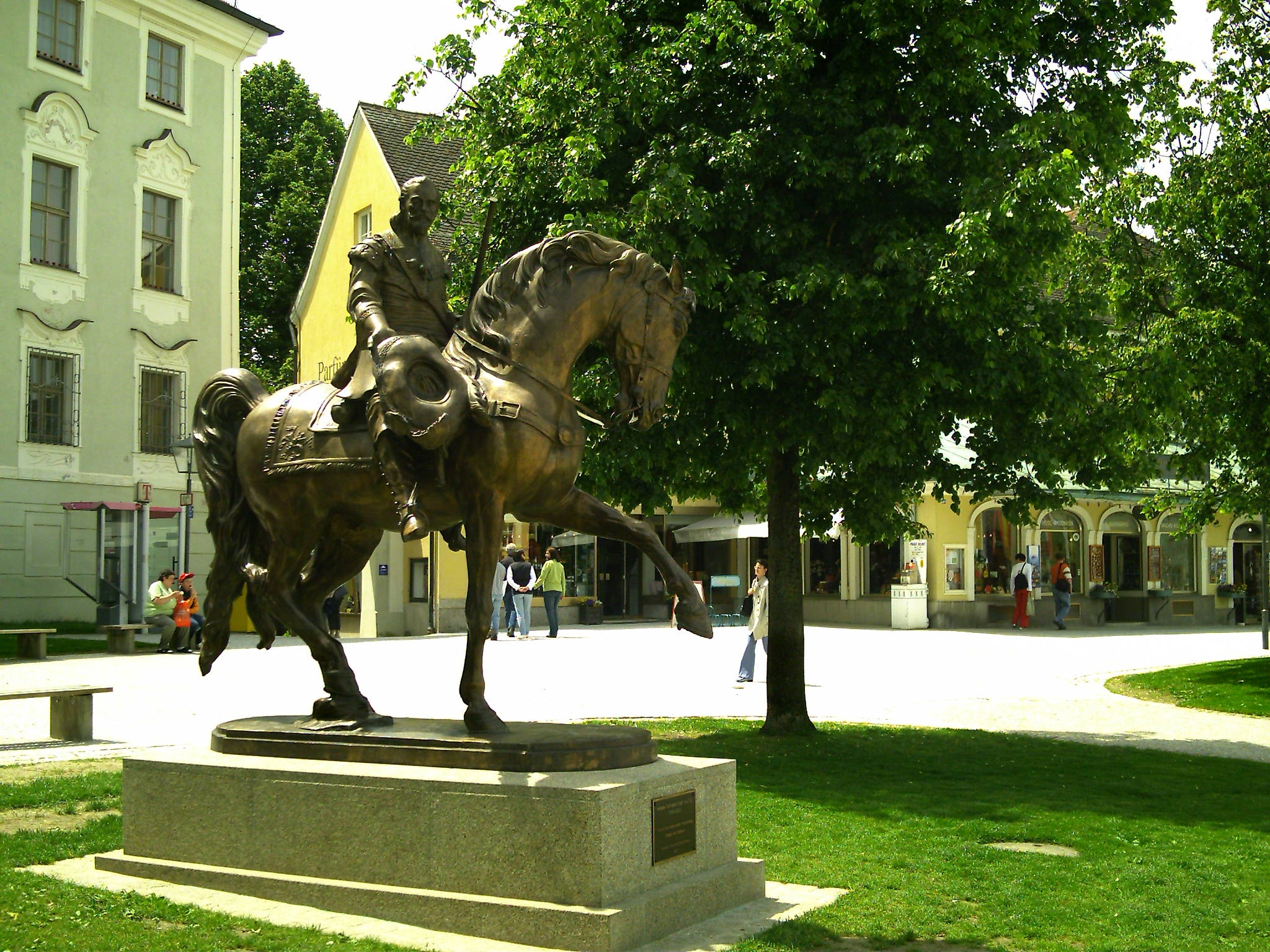
Escultura eqüestre a Alltöting

El 10 de maig de 1631 va conquerir la ciutat de Magdeburg dels protestants on les seves tropes van perpetrar una massacre sense quarter. Almenys 20.000 civils van morir i quasi tota la ciutat va ser incendiada. Els historiadors no es posen d'acord en si aquest massacre va ser volguda per Tilly, o si només la considerava com un mer dany col·lateral inevitable d'un objectiu militar bo en el marc de la seva missió divina d'exterminar el protestantisme, de la qual el general, n'era un creient catòlic idealista convençut. Pels civils morts i expulsats, el resultat era el mateix: dels 35.000 habitants, el 1639 en quedaven 450. Els que no van morir al massacre, van sucumbir a les epidèmies o a la fam o van fugir de la fúria bèl·lica. Aquesta operació nogensmenys va ser l'apogeu i l'inici de la fi de la seva carrera. La resistència protestant va reorganitzar-se i encara el mateix any, el seu exèrcit va ser derrotat el setembre de 1631 a la Batalla de Breitenfeld per una coalició de Gustau II Adolf de Suècia i el Regne de Saxònia. Durant la seva retirada cap a Baviera va ser ferit a la batalla de Rain del Lech i morí poc després a Ingolstadt.

## Avui
El seu cos s'exposa en un fèretre amb finestra a Alltöting, on està venerat com un salvador de la causa bavaresa i del catolicisme. Del costat protestant, més aviat és considerat com un militar fonamentalista despietat que no perdonava ni la població civil i saquejava ciutats i campanyes a qui pot més. Durant la reconfessionalització del segle xix ambdós camps van mobilitzar els seus historiadors per a redactar la seva versió. El 1932, a l'inici del nacionalsocialisme, Tilly va ser redescobert i presentat, conformement a la ideologia de l'època com una persona que només va fer el seu deure de soldat per a la pàtria, un exemple pedagògic «per a la joventut per a qui el mot soldat té encara el so encisador de masculinitat decidida amb la força de defensar-se.»
Queda una persona controvertida, i tot al seu poble natal com al lloc de la seva mort, el debat «sant o criminal de guerra» queda viu fins avui. A Villers, Michel Majoros va oposar-se el 1998 contra el folklore amb festa-Tilly, cervesa-Tilly ecc: una persona amb tant de sang a les mans al seu parer no podia ser comercialitzada turísticament sense reflexió crítica. El 2010 una discussió animada esclatà entre els batlles d'Alltöting i de Magdeburg, quan el primer volia batejar un institut nou «Escola Tilly» al qual el segon va respondre que el general Tilly no era cap exemple dels valors humanístics de l'ensenyament públic.